# Африкантов, Александр Владимирович
Алекса́ндр Влади́мирович Африка́нтов (1871 — 4 февраля 1909) — горный инженер, депутат Государственной думы I созыва от Олонецкой губернии.

## Биография
Родился в семье офицера в Екатеринославе. Окончил кадетский корпус, Павловское военное училище, прослушал курс Николаевской Академии Генерального штаба.
После выхода в отставку с военной службы, окончил Екатеринославское высшее горное училище. Получив гражданскую специальность горного инженера-металлурга, работал заведующим механическим цехом на Александровском пушечном заводе Олонецкого горного округа в Петрозаводске. Организатор группы Конституционно-демократической партии в Петрозаводске в 1905 году.
28 марта 1906 избран в Государственную думу I созыва от общего состава выборщиков Олонецкого губернского избирательного собрания (городская курия). В Думу прошёл по жребию ввиду равенства голосов с двумя другими кандидатами. Входил в Конституционно-демократическую фракцию. Африкантов также подписал запрос М. М. Ковалевского министру внутренних дел и военному министру о нападении казаков нескольких станиц на ингушский аул Яндырка (ныне село Яндаре, Республика Ингушетия) на основе телеграммы от уполномоченных ингушского народа.
Умер 4 февраля 1909 года в Петрозаводске.